# Thornton Wilder

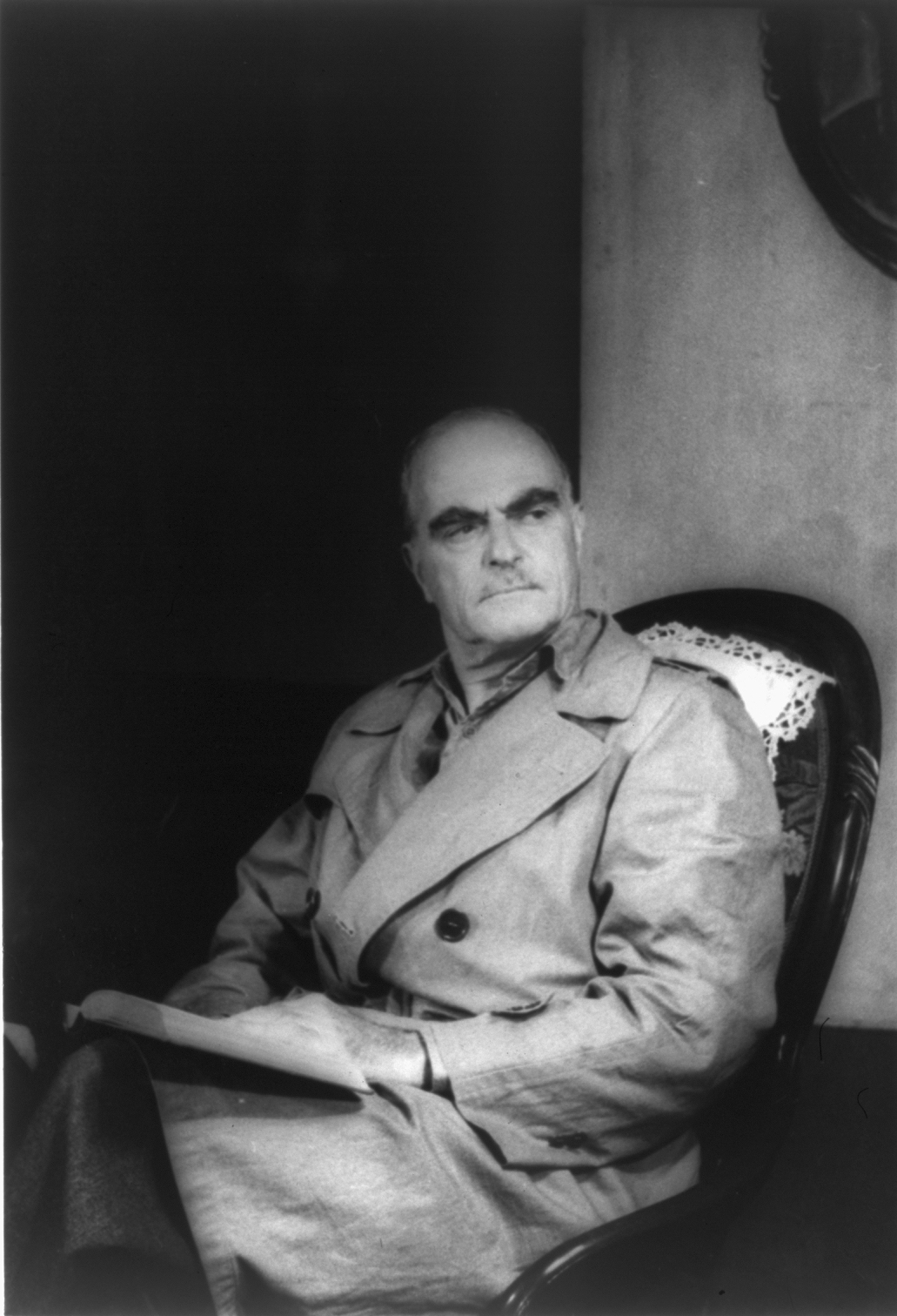
Thornton Wilder als Mr. Antrobus in "The Skin of Our Teeth", foto Carl van Vechten, 1948.

Thornton Niven Wilder (Madison (Wisconsin) 17 april 1897 - Hamden (Connecticut), 7 december 1975) was een Amerikaanse schrijver van romans en toneelstukken.

## Leven en werk

#### Tot 1938
Wilder bracht een deel van zijn jeugd door in Sjanghai, waar zijn vader consul-generaal was. Op school was hij vaak een buitenbeentje, met hoogbegaafde trekjes. Hij studeerde aan de Yale-universiteit te New Haven, begin jaren twintig aan de American Academy in Rome (archeologie) en vervolgens te Princeton (Franse taal en letterkunde). Eind jaren twintig doceerde hij Frans aan een jongensschool te New Jersey en van 1930 tot 1937 was hij hoogleraar literatuur (toneel en klassieken) aan de Universiteit van Chicago.
Tussen deze activiteiten door had Wilder inmiddels naam gemaakt als romanschrijver, met name met The Bridge of San Luis Rey (1927), een reeks aaneengeschakelde karakterstudies die zich ontwikkelen naar een bedoeling achter de ogenschijnlijk willekeurige dood van vijf mensen na de ineenstorting van een hangbrug in Lima, Peru, 1714. Wilder ontving hiervoor de Pulitzerprijs. In 1930 had hij veel succes met het toneelstuk The Woman of Andros (zich afspelend in het decadente Griekenland, kort voor de christelijke jaartelling) en in 1935 behaalde zijn satirische roman Heaven's My Destination grote oplagen. Vervolgens bleef het in literair opzicht een paar jaar stil rondom zijn persoon.

#### Vanaf 1938
Tijdens de Tweede Wereldoorlog was Wilder inlichtingenofficier bij de luchtmacht in Noord-Afrika en Italië. Vanaf 1938 was hij inmiddels weer druk bezig met schrijven en maakte vooral naam met zijn toentertijd als vernieuwend te boek staand toneelwerk, met een ‘brechtiaanse’ vervreemdende, anti-realistische benadrukking van het toneelelement en acteurs die uit hun rol stappen. Bekende voorbeelden zijn Our Town (1938, waarin hij zoekt naar een transcendente waarde in het dagelijks leven van een archetypisch Amerikaans stadje), The Skin of Our Teeth (1942, een satire met veel symboliek en loodzware humor over de familie Antrobus) en The Matchmaker (1954), welke laatste in 1964 weer het uitgangspunt vormde voor de bekende musical Hello Dolly. Voor The Skin of Our Teeth en The Matchmaker ontving Wilder zijn tweede en derde Pulitzerprijs (voor toneel). Ook ontving hij onder andere de Vredesprijs van de Duitse Boekhandel in 1957 en de National Book Award in 1968 (voor zijn populaire lange roman The eight day). 
Wilder bleef ook na de oorlog doceren aan diverse scholen en Universiteiten. Zo doceerde hij van 1950 tot 1951 poëzie op de Harvard University en gaf hij les op de Universiteit van Hawaï. Hij trad nooit in het huwelijk en stierf in 1975 in Hamden (Connecticut). Aldaar werd hij begraven op de Mount Carmel Cemetery.

## Trivia
- Van The bridge of San Luis Rey werd in 1988 een bibliofiele editie uitgegeven door Stichting De Roos, geïllustreerd met etsen van Simon Koene.

### Romans
- The Cabala (1926)
- The Bridge of San Luis Rey (1927), De brug van San Luis Rey
- The Woman of Andros (1930)
- Heaven’s My Destination (1935), De hemel mijn beloning
- The Ides of March (1948)
- The Eighth Day (1967), De achtste dag
- Theophilus North (1973)

### Toneel
- The Trumpet Shall Sound (1926)
- An Angel That Troubled Waters and Other Plays (1928)
- The Long Christmas Dinner and Other Plays in One Act (1931) 
omvat de volgende eenakters:
  - The Long Christmas Dinner
  - Queens of France
  - Pullman Car Hiawatha
  - Love and How to Cure It
  - Such Things Happen Only in Books
  - The Happy Journey to Trenton and Camden
- Our Town (1938)
- The Merchant of Yonkers (1938)
- The Skin of Our Teeth (1943)
- The Matchmaker (1954)
- The Alcestiad, or, A Life in the Sun (1955)
- Childhood (1960)
- Infancy (1960)
- Plays for Bleeker Street (1962)